# Malval
Malval är en kommun i departementet Creuse i regionen Nouvelle-Aquitaine i de centrala delarna av Frankrike. Kommunen ligger i kantonen Bonnat som tillhör arrondissementet Guéret. År 2018 hade Malval 47 invånare.

## Befolkningsutveckling
Antalet invånare i kommunen Malval
Referens:INSEE